# Ширнак
Ширнак (тур. Şırnak) — город и район в провинции Ширнак (Турция), административный центр провинции.

## Происхождение названия
Согласно одной из легенд, именно в этих местах оказался Ноев ковчег после всемирного потопа, поэтому полагают, что исходно город назывался Шехр-и Нух («город Ноя» по-персидски), а впоследствии это название исказилось и курдском языке стало произноситься как Ширнех, а в турецком как Шырнак.